# Brycinus comptus
Brycinus comptus е вид лъчеперка от семейство Alestidae.

## Разпространение
Видът е разпространен в Демократична република Конго.

## Описание
На дължина достигат до 6,3 cm.